# Mine d'or de Boddington
 (juin 2025).
Pour les articles homonymes, voir Boddington.
La mine de Boddington est une mine à ciel ouvert d'or et de cuivre située à Boddington en Australie-Occidentale,,. Elle appartient à Newmont Mining,. Elle a commencé à fonctionner en 1987 avant d'être arrêté en 2001 et de reprendre son activité en 2010.